# Liste der Monuments historiques in Plougras
Die Liste der Monuments historiques in Plougras führt die Monuments historiques in der französischen Gemeinde Plougras auf.

## Liste der Bauwerke
| Bezeichnung       | Beschreibung                  | Standort | Kennzeichnung | Schutzstatus | Datum | Bild           |
| ----------------- | ----------------------------- | -------- | ------------- | ------------ | ----- | -------------- |
| Kirche St-Pierre  | Erbaut im 16./17. Jahrhundert | (Lage)   | PA00089480    | Inscrit      | 1930  | weitere Bilder |
| Kapelle St-Gonéry | Erbaut im 16. Jahrhundert     | (Lage)   | PA00089479    | Inscrit      | 1981  | weitere Bilder |

## Liste der Objekte

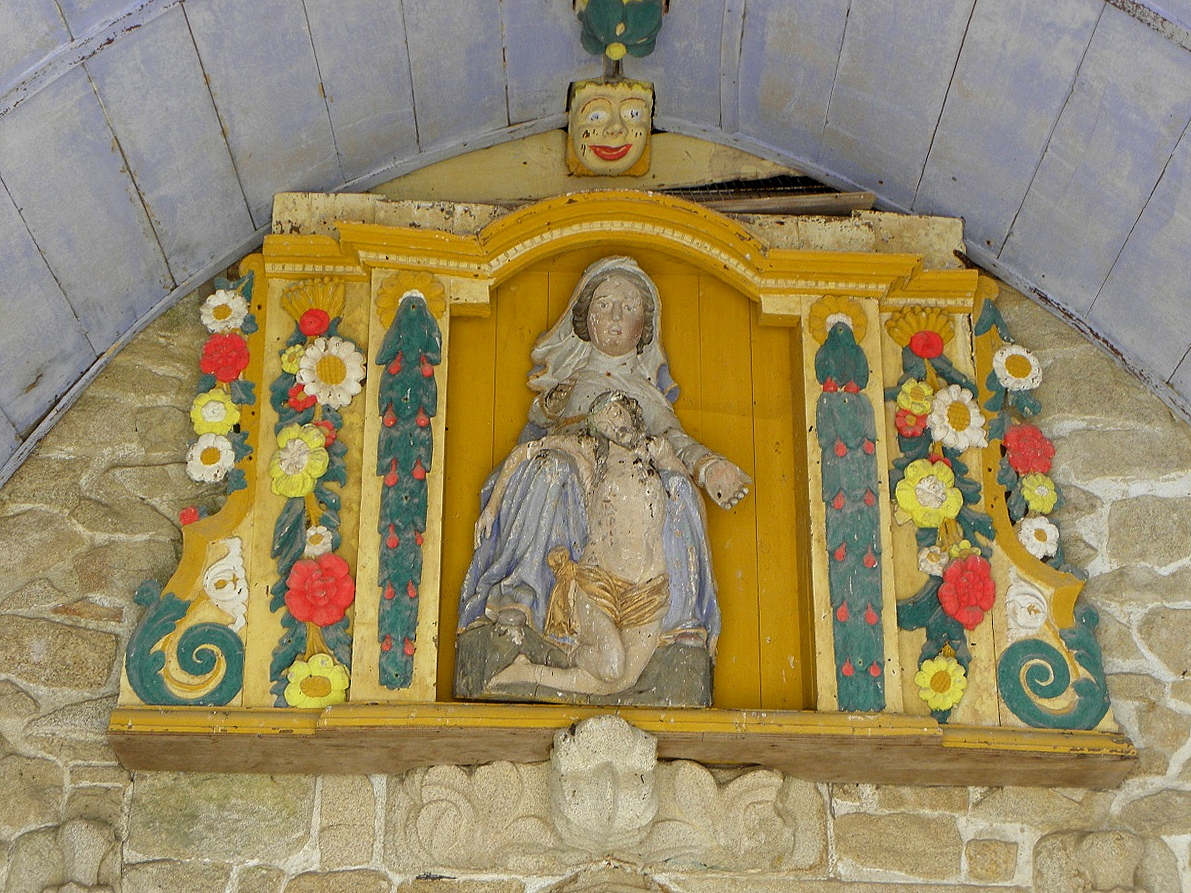
Pietà in der Kirche St-Pierre

- Monuments historiques (Objekte) in Plougras in der Base Palissy des französischen Kultusministeriums